# Oleksandr Merezhko
Oleksandr Merezhko (nacido el 14 de febrero de 1971, Bóbrinets, Óblast de Kirovogrado, RSS de Ucrania) es un abogado ucraniano, abogado internacional, Doctor en Derecho, Profesor, Abogado de Honor de Ucrania. Presidente de la Comisión de Política Exterior y Cooperación Interparlamentaria de la Rada Suprema. Vicepresidente de la Asamblea Parlamentaria del Consejo de Europa (de enero de 2020 a enero de 2022). Miembro de la Delegación Permanente en la Asamblea Parlamentaria del Consejo de Europa.
Jefe adjunto de la delegación ucraniana en el Grupo de Contacto Trilateral. Copresidente de la Alianza Interparlamentaria sobre China. Miembro del equipo del Presidente de Ucrania, Volodímir Zelenski.
Miembro de la Sociedad Ucraniana de Derecho Internacional y de la Asociación Americana de Derecho Internacional.
Presidente de la parte ucraniana de la Asamblea de la Rada Suprema de Ucrania y del Seimas de la República de Lituania. Copresidente adjunto de la Asamblea Interparlamentaria del Parlamento de Georgia, el Parlamento de la República de Moldavia y la Rada Suprema de Ucrania. Copresidente adjunto de la Asamblea Interparlamentaria de la Rada Suprema de Ucrania, del Seimas de la República de Lituania y de la Dieta y el Senado de la República de Polonia. Copresidente adjunto del Consejo Interparlamentario OTAN-Ucrania.
Vicepresidente del Comité Ejecutivo del Grupo Parlamentario Nacional en la Unión Interparlamentaria.

## Biografía
Oleksandr Merezhko nació el 14 de febrero de 1971 en Bóbrinets, Óblast de Kirovogrado.
En 1994 se licenció con matrícula de honor en el Instituto de Relaciones Internacionales de la Universidad Nacional Taras Shevchenko de Kiev (especialidad: Derecho internacional). En 1992-1993, estudió en la Universidad de Denver (Estados Unidos).
En 1996, finalizó sus estudios de posgrado en el Instituto de Relaciones Internacionales de la Universidad Nacional de Kiev, defendiendo su tesis doctoral en Derecho internacional sobre el tema "El concepto de intervención humanitaria y el mecanismo de protección de los derechos humanos en el seno de la ONU" (decisión del Consejo Académico Especializado del Instituto Koretsky de Estado y Derecho de la Academia Nacional de Ciencias de Ucrania de 15 de noviembre de 1996, Protocolo nº 13). 
En diciembre de 2002, defendió su tesis doctoral en Derecho internacional sobre "Teoría y principios del Derecho mercantil transnacional (Lex Mercatoria)" en el Instituto de Relaciones Internacionales de la Universidad Nacional Taras Shevchenko de Kiev (decisión del Presidium de la Comisión Superior de Certificación de Ucrania de 21 de mayo de 2003, Protocolo nº 36-11/5); Ha realizado numerosas prácticas de investigación en el extranjero. 
En 2001, en el Harriman Institute de la Universidad de Columbia (Estados Unidos); en 2004-2005, en el Kennan Institute del Woodrow Wilson Centre (Estados Unidos); en 2010-2011, en un instituto de investigación de Washington D. C. (Estados Unidos).

### Experiencia docente
- 1997 — Profesor del curso "Intervención Humanitaria y Derecho Internacional" en la Universidad de Denver (Estados Unidos).
- 1997-1998 — Profesor asociado, Jefe adjunto del Departamento de Política Exterior de la Academia Diplomática de Ucrania, dependiente del Ministerio de Asuntos Exteriores de Ucrania.
- 1998-2000 — Profesor adjunto, Profesor asociado en el Instituto de Relaciones Internacionales de la Universidad Nacional Taras Shevchenko de Kiev.
- 2000-2001 - Profesor en la Dickinson School of Law, Universidad de Pensilvania (Estados Unidos).
- 2001-2005 — Profesor asociado, Profesor del Instituto de Relaciones Internacionales de la Universidad Nacional de Kiev.
- 2005-2011 — Profesor, Jefe del Departamento de Derecho Internacional de la Universidad KROK de Economía y Derecho (Kiev).
- 2005-2011 — Profesor, Jefe del Departamento de Derecho Internacional de la Universidad Católica Juan Pablo II de Lublin (Stalowa Wola), miembro del Consejo Académico del Instituto de Derecho de la misma universidad (Polonia).
- 2011-2017 — Profesor en la Universidad Nacional del Transporte.
- 2011-2018 — Profesor en la Academia Andrzej Frycz Modrzewski (Polonia).
- 2012 (marzo-mayo) — Profesor visitante en la Universidad Técnica Kazajo-Británica y en la Universidad de Negocios Internacionales.
- 2017-2018 — Profesor en la Universidad del Servicio Fiscal Estatal de Ucrania.
- 2017-2018 — Profesor en la Jindal Global University (India).

En 2002, recibió el título de "Profesor Asociado de Derecho Internacional, Privado y Aduanero". En 2009, fue ascendido al rango de Catedrático. Autor de unas 15 monografías y libros de texto sobre Derecho internacional, de unos 150 artículos científicos (entre ellos monografías y libros de texto: "La protección de los derechos humanos por la fuerza" (1998), "El Derecho de los tratados internacionales" (2002), "Historia de las doctrinas jurídicas internacionales", "La ciencia del Derecho internacional privado: historia y modernidad" (2004, 2006); "La ciencia de la política del Derecho internacional: orígenes y perspectivas" (2009), "Problemas de la teoría del Derecho internacional público y privado" (2010). Ha recibido numerosas distinciones y premios académicos.
En 2000, recibió el Premio Universitario Shevchenko por su monografía "Forceful Protection of Human Rights: Issues of Legitimacy in Modern International Law" (1998, reimpresa en 1999). En 2003, recibió un premio especial de la Unión Ucraniana de Abogados en la nominación de monografías jurídicas individuales por su monografía "Introducción a la Filosofía del Derecho Internacional. Epistemología del Derecho Internacional".
Habla con fluidez inglés, polaco, francés y ruso.
Fue Vicepresidente de la Sociedad Fulbright.

### Política
Candidato a las elecciones parlamentarias por el partido Servidor del Pueblo en las elecciones parlamentarias de 2019, nº 85 de la lista. Miembro de la Comisión de Política Jurídica de la Rada Suprema, desde el 17 de enero de 2020 - Presidente de la Comisión de Política Exterior de la Rada Suprema, sustituyendo en el cargo a Bohdan Yaremenko.

## Actividad científica
Está especializado en filosofía y teoría del Derecho internacional, Derecho civil y Derecho internacional privado. La concepción filosófica y jurídica del profesor Merezhko es que el Derecho es un complejo proceso dinámico de interacción de cinco componentes ("cinco mundos del Derecho"); el derecho como texto jurídico (aspecto semiótico del derecho); el Derecho como emoción jurídica (aspecto psicológico del Derecho); el Derecho como relación social (aspecto sociológico del Derecho); el Derecho como comportamiento externo (aspecto conductual del Derecho); el Derecho como deseo de alcanzar determinados ideales y valores trascendentes (metafísica del Derecho).
La interacción de estas cinco dimensiones, en las que el derecho existe y se desarrolla, forma el fenómeno del derecho en su conjunto.
Desarrolla el concepto de "derecho intercivilizacional", que propone entender como un conjunto de principios y normas (jurídicas, políticas y morales) destinados a regular las relaciones entre distintas civilizaciones. También formula el concepto de "meme del derecho", que se entiende como una unidad de transmisión de información jurídicamente significativa.

### Investigación de la política rusa
Estudia el sistema político y jurídico y la historia de la Federación Rusa desde la perspectiva de la sociología del derecho. Basándose en las publicaciones de Nikolai Timashev, escribe que la fachada de la "democracia gestionada" esconde un régimen de poder despótico suavizado, típico de la historia del Estado ruso.
En el artículo "Rusia como sociedad fascista", sostiene que en la actualidad Rusia cumple los criterios científicos y sociológicos de una sociedad fascista.

### Historia del derecho internacional
En su libro "La ciencia rusa del derecho internacional durante la Primera Guerra Mundial" (Kiev, 2014), analizó el derecho internacional durante la guerra y criticó la moderna doctrina rusa del derecho internacional, que, tras la anexión temporal de Crimea por la Federación Rusa, se convirtió en propaganda del régimen de Putin.

### Opiniones sobre la agresión de Rusia a otros países
Es autor de numerosos artículos sobre la agresión de Rusia contra Ucrania, y la estudia desde el punto de vista del derecho internacional. Fundamenta el derecho del pueblo tártaro de Crimea a la autodeterminación como indígena dentro de Ucrania. Analiza críticamente los argumentos de los juristas internacionales rusos y demuestra el carácter criminal de la anexión rusa de Crimea. En 2008, en uno de sus artículos periodísticos, interpretó la guerra ruso-georgiana como una agresión georgiana del régimen de Saakashvili contra Osetia del Sur, que cumplía los criterios básicos de estatalidad, y el propio pueblo osetio tenía derecho a la secesión, según Merezhko. En el mismo artículo, expresó la opinión de que Ucrania debería reconocer la legitimidad de la secesión tanto de Kosovo como de Osetia del Sur y Abjasia, de forma similar al reconocimiento internacional de Kosovo por parte de la mayoría de los países de la UE, así como de Estados Unidos, Canadá y Australia. En 2020, en una conversación con Radio Free Europe/Radio Liberty, Merezhko afirmó que Rusia, tras haber invadido Georgia en 2008 con el pretexto de mantener la paz, en realidad llevó a cabo una agresión armada contra Georgia con la ocupación de parte de su territorio soberano.

### Estudio del estatuto de Rusia en la ONU
Fundamentó la tesis de que Rusia, al ocupar el lugar de la URSS en el Consejo de Seguridad de la ONU, ha violado claramente la Carta de las Naciones Unidas, ya que no puede ser considerada el mismo Estado y el mismo sujeto de derecho internacional que la URSS; y, por lo tanto, Rusia no puede ser considerada miembro de la ONU desde el punto de vista del derecho internacional.

## Participación en conferencias científicas internacionales sobre la anexión de Crimea
- En junio de 2014, pronunció la ponencia "Ideología del liberalismo y Derecho internacional" en la conferencia científica de la Universidad de Tartu (Estonia), en la que criticó la anexión rusa de Crimea desde el punto de vista del Derecho internacional.

- En septiembre de 2014, pronunció el discurso "El colapso de la URSS y las consecuencias territoriales" en el Instituto Max Planck de Física Nuclear de Heidelberg (Alemania), en el que mostró la ilegalidad de la anexión rusa de Crimea.[19][20][21]

- En diciembre de 2014, pronunció un discurso en la Universidad de Helsinki (Finlandia) en el seminario "La crisis ucraniana", en el que presentó argumentos jurídicos internacionales contra la invasión rusa de Donbás.

- En marzo de 2015, en la conferencia "El caso de Crimea a la luz del Derecho Internacional", celebrada en Varsovia, planteó la cuestión de las formas y mecanismos de la responsabilidad jurídica internacional de Rusia por su agresión contra Ucrania.[22]·[23]

## Opiniones políticas
Es partidario del antropocentrismo y de los ideales del humanismo.
Es defensor de los derechos de la mujer contra la violencia. Creó y dirigió la Asociación Interfaccional "¡Por la ratificación del Convenio de Estambul!" en la Rada Suprema, que llevó a cabo una activa campaña en apoyo de la ratificación del Convenio.
A finales de la década de 1990, estuvo influido por la teoría crítica de la Escuela de Fráncfort, en particular por filósofos sociales como Erich Fromm; sin embargo, más tarde, bajo la influencia de la filosofía de Petrazycki, se pasó a la posición de la democracia liberal. Es un partidario constante de la plena libertad de expresión y pensamiento.
Ucrania se encontró en una nueva versión del Imperio ruso, la URSS, donde fue víctima de lo que algunos consideran un genocidio: el Holodomor. Raphael Lemkin, autor del término "genocidio", calificó el Holodomor de ejemplo de genocidio soviético: "No se trata sólo de asesinatos en masa. Es un genocidio, la destrucción de una cultura y de un pueblo. La unidad nacional soviética no se crea mediante la unidad de ideas y culturas, sino mediante la destrucción completa de todas las culturas y todas las ideas excepto una: la soviética". La agresión militar de Rusia contra Ucrania no es más que una continuación de la tradicional política imperialista rusa destinada a destruir el Estado independiente ucraniano y esclavizar al pueblo ucraniano.
En una entrevista concedida a Radio Liberty, calificó a Estados Unidos de socio y amigo de Ucrania.
En 2020, habló ante el comité de peticiones del Bundestag alemán, presentando argumentos a favor del reconocimiento del Holodomor como genocidio del pueblo ucraniano.
Fue uno de los autores e iniciadores del llamamiento de la Rada Suprema de Ucrania al Bundestag para que reconociera el Holodomor como genocidio del pueblo ucraniano.
Fue uno de los iniciadores del reconocimiento de los crímenes de Rusia como genocidio del pueblo ucraniano, así como de la adopción por la Rada Suprema de Ucrania de un llamamiento a los parlamentos y países del mundo para que reconocieran los crímenes de Rusia como genocidio del pueblo ucraniano.

## Premios y títulos
Título honorífico de Abogado de Honor de Ucrania (23 de agosto de 2021) — por la importante contribución personal a la construcción del Estado, el fortalecimiento de las capacidades de defensa, el desarrollo socioeconómico, científico, técnico, cultural y educativo del Estado ucraniano, los importantes logros laborales, muchos años de trabajo concienzudo y con motivo del 30 aniversario de la independencia de Ucrania.

## Obras
1. Derecho mercantil transnacional, 2002.
2. Introducción a la Filosofía del Derecho Internacional, 2002.
3. Derecho de los Tratados Internacionales: Problemas Modernos de Teoría y Práctica, 2002.
4. Conflicto de Leyes de los Estados Unidos, 2002.
5. El Contrato en el Derecho Privado, 2003.
6. Historia de las doctrinas jurídicas internacionales, 2006.
7. La Ciencia del Derecho Internacional Privado: Historia y Modernidad, 2006.
8. La Ciencia de la Política de Derecho Internacional: Orígenes y Perspectivas, 2009.
9. Problemas de la teoría del Derecho internacional público y privado, 2010.
10. La idea del Derecho internacional (ensayo histórico y sociológico), 2011.
11. Teoría psicológica del derecho internacional (público y privado), 2012.
12. Sociología del Derecho de M. S. Timashev, 2012.